# Wahlenbergia ingrata
Wahlenbergia ingrata är en klockväxtart som beskrevs av A.Dc. Wahlenbergia ingrata ingår i släktet Wahlenbergia och familjen klockväxter. Inga underarter finns listade i Catalogue of Life.